# Праздник яблока
Праздник яблока (азерб. Alma bayramı) — праздник, который ежегодно отмечается в Азербайджане в дни сбора яблок. В дни праздника в городе Губа, считающемся центром плодоводства Азербайджана, проводятся выставки, где садоводы демонстрируют различные сорта яблок и различной продукции из них.

## Яблоководство
Яблоко считается символом Губы. Урожай собирают осенью. Среди 200 сортов яблок выделяются такие известные виды, как «Пальмет», «Семеринка», «Фуджи», королевский сорт «Гызыл Ахмеди» (обилие железа), «Гышлыг Джабир», «Ширван гёзяли», «Сини», «Билдирчин буду», «Кербалайы Джафар», «Вахиди», «Сары турш», «Джыр Гаджи» и так далее.

## История
В Азербайджане это мероприятие было впервые организовано в 2012 году. Хотя праздник и называется «Праздник яблока», посвящен он не только яблокам, но и иным фруктовым культурам.

## Суть
На празднике проводятся конкурсы на самый большой плод, самый вкусный яблочный джем, самый вкусный сок, компот, варенье или же, торт из яблок. Фестиваль сопровождается различными концертами, выступлениями канатоходцев и ремесленников.